# Gudrun Abt
Gudrun Maria Abt (* 3. August 1962 in Riedlingen) ist eine ehemalige deutsche Leichtathletin und Olympiateilnehmerin.
Gudrun Abt war Deutsche Meisterin im 400-Meter-Hürdenlauf von 1986 bis 1988, von 1982 bis 1991 stand sie immer im Endlauf der Deutschen Meisterschaften. Bis zur deutschen Wiedervereinigung 1990 wurde die Schwäbin mit 54,04 Sekunden in den Rekordlisten des Deutschen Leichtathletik-Verbands DLV für die Bundesrepublik Deutschland als Rekordhalterin geführt.
Abts Aufstieg zur Weltklasse deutete sich erstmals 1987 an, als sie sich bei den Weltmeisterschaften in Rom in ihrem Halbfinallauf auf 55,59 Sekunden steigerte und als Fünfte den Einzug ins Finale um lediglich vier Hundertstelsekunden verpasste.
Bei den Olympischen Spielen 1988 in Seoul stellte sie ihre persönliche Bestleistung auf, als sie im Endlauf in 54,04 s den sechsten Platz belegte. Mit der bundesdeutschen 4-mal-400-Meter-Staffel belegte sie im olympischen Finale Platz vier in 3:22,49 min in der Besetzung Ute Thimm, Helga Arendt, Andrea Thomas, Gudrun Abt.
Bei den Europameisterschaften 1990 in Split wurde Abt in 54,97 mit 22 Hundertstelsekunden Rückstand auf Platz drei Vierte.
Ein Jahr später gelang es ihr auf Grund hartnäckiger Verletzungsprobleme sich erst in allerletzter Minute, für die Weltmeisterschaften 1991 in Tokio zu qualifizieren, wo sie mit 56,17 Sekunden im Halbfinale ausschied.
Wenige Wochen später erklärte Abt ihren Rücktritt vom Leistungssport. Als einen der Gründe gab die damals 29-Jährige immer wiederkehrende Verletzungsprobleme an. Zudem lasse ihr das umfangreiche Training wenig Zeit für ihren Beruf oder sonstiges.
Abt gelangen insgesamt drei Verbesserungen des DLV-Rekords, der vom Deutschen Leichtathletik-Verband DLV für die Bundesrepublik Deutschland als deutscher Rekord geführt wurde: Am 19. Juni 1988 erzielte Abt bei den Deutschen Leichtathletik-Meisterschaften in Düsseldorf 54,91 Sekunden. Weitere Steigerungen gelangen ihr am 26. und am 29. September, als sie bei den Olympischen Spielen von Seoul im Halbfinale und im Finale 54,52 Sekunden und 54,04 Sekunden erzielte. Diese Marke blieb bis zur Wiedervereinigung der deutschen Staaten und der Zusammenführung der Rekordlisten 1990 DLV-Rekord.
Ihre Bestzeiten von 52,2 s über 400 Meter und von 54,04 s im 400-Meter-Hürdenlauf lief sie 1988. Bei einer Körpergröße von 1,78 m hatte sie ein Wettkampfgewicht von 61 kg.
Gemeinsam mit dem ehemaligen Handballer Eckard Nothdurft hat sie zwei Kinder. Die Tochter betrieb ebenfalls Leichtathletik, der Sohn Tim Nothdurft ist Handballnationalspieler.